# 箜篌

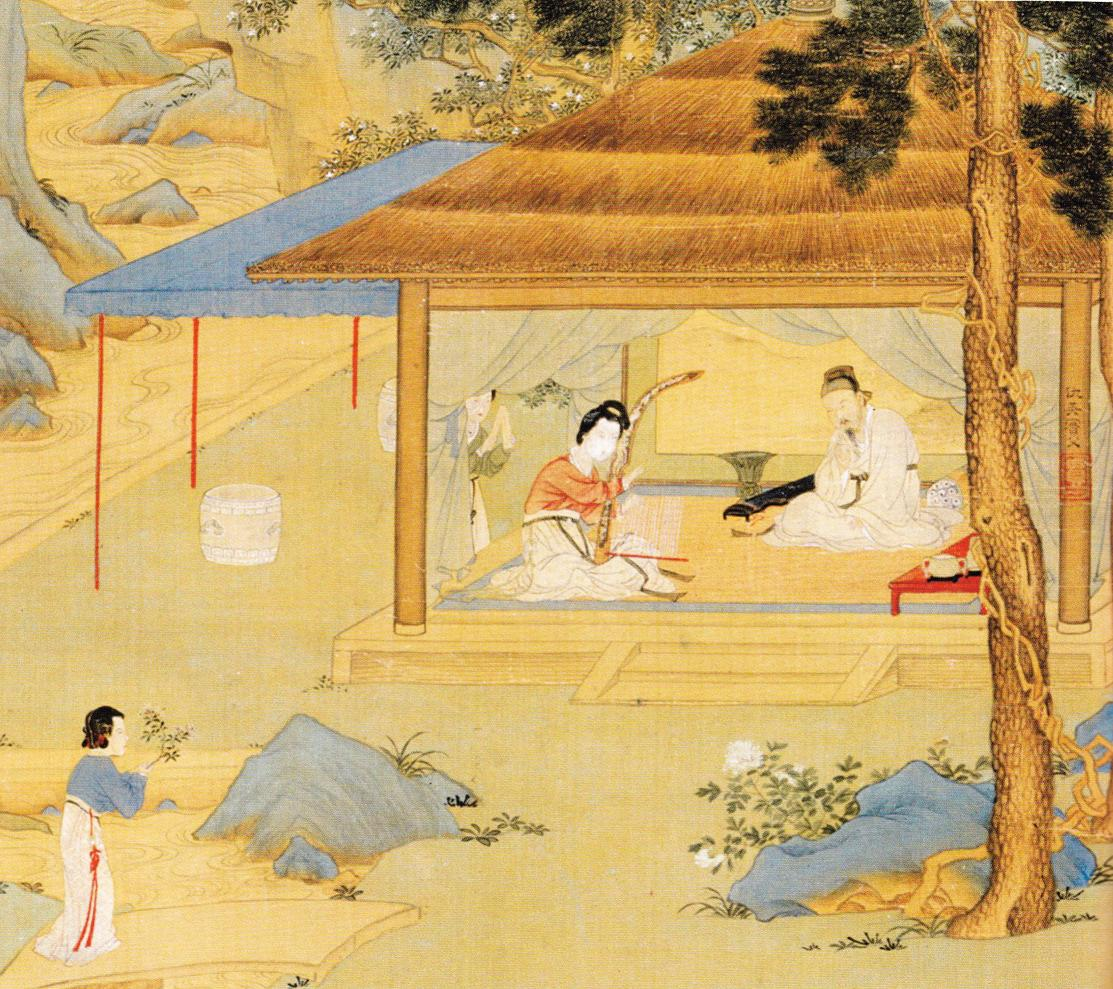
箜篌を演奏する女性。16世紀初め頃、明。

箜篌（くご）とは、古代東アジアで使われたハープや箏に似た撥弦楽器。演奏用の楽器の他、仏教建築を演出するための仕掛けとして使用された。弦楽器であるため八音では「糸」に属する。

## 中国
中国では由来の異なるいくつもの楽器を「箜篌」の名で呼んだ。
文献上もっとも古い記載は司馬遷『史記』封禅書に見られるもので、武帝のときに「空侯」（=箜篌）が作られたという。この箜篌は琴のように寝かせて弾くものであり、のちに臥箜篌（ふせくご）と呼ばれた。
ついで、やはり漢代に西域からハープに似た楽器が伝わったとき、従来からある箜篌に似ていたので同じ名で呼んだ。後に竪箜篌（たてくご）と呼ばれた。後漢書は霊帝が好んだ西域の文物の中に「胡空侯」をあげている。
唐代にインド・ビルマから伝わった楽器も箜篌と呼ばれ、燕楽の天竺楽で使われた。先端に鳳首の装飾が付いていたので鳳首箜篌（ほうしゅくご）と呼ぶ。
明以降に廃れた。

## 朝鮮
箜篌は朝鮮と深い関係があり、『楽府詩集』によると、楽府題のひとつ「箜篌引」は朝鮮で作られた。ほかにも箜篌と朝鮮の結びつきを示す文献が散見される。しかし中国と同様、朝鮮でも現在は使われていない。
韓国の作曲家尹伊桑は、箜篌に触発されて「ハープと弦楽のためのゴンフー（箜篌）」を1984年に作曲している。

## 日本

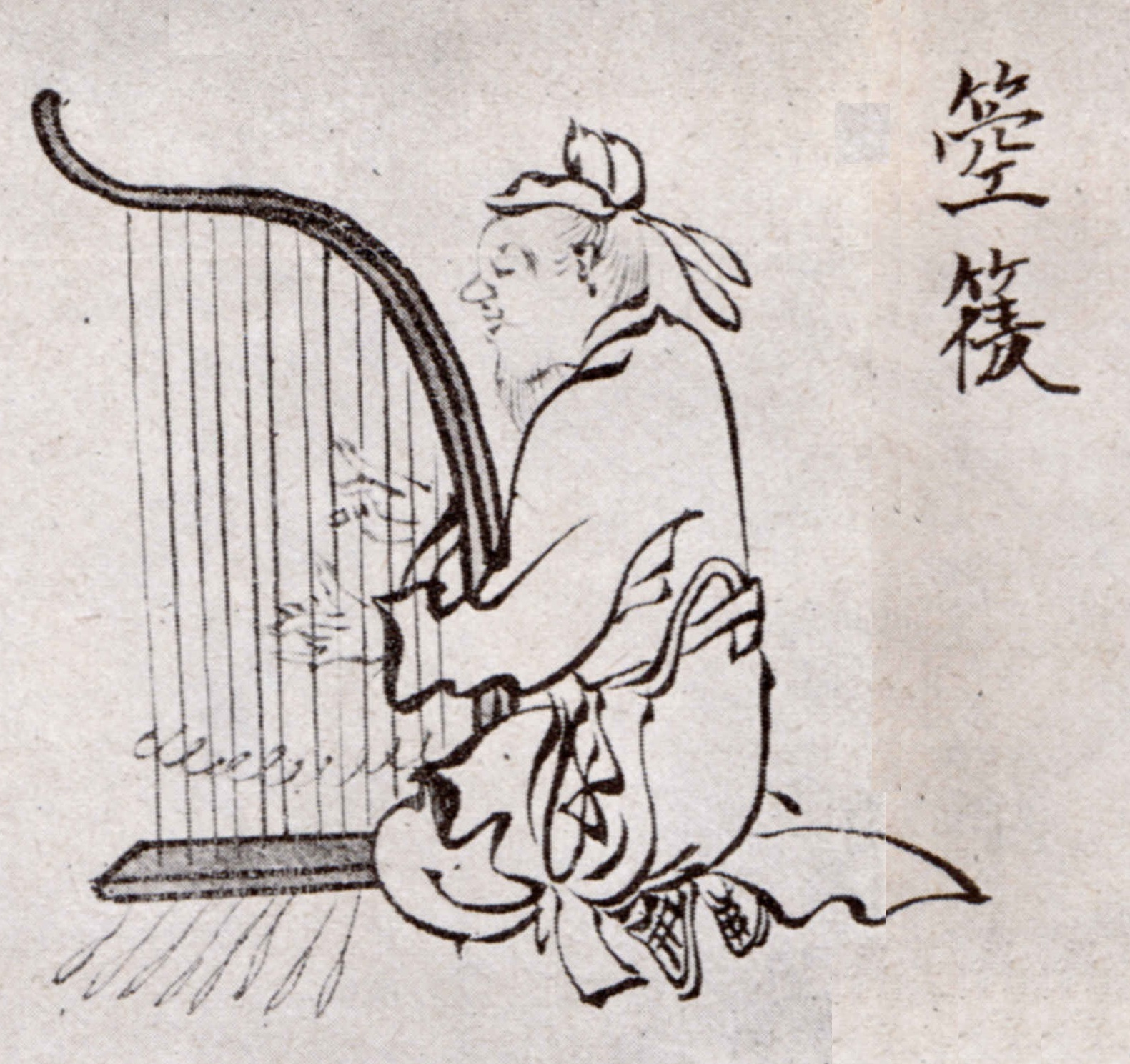
『信西古楽図』より

平安時代の辞書である「倭名類聚抄」によれば、竪箜篌が百済を経由して、臥箜篌が高句麗を経由して日本に伝来したとされている。前者は特に百済琴（くだらごと）とも呼ばれた。奈良の正倉院には箜篌の残欠が2張分あり、これらは竪箜篌とされている。竪箜篌は、胴（共鳴箱）を縦にし、腕木を横に渡したL字型で、胴から腕木にかけて斜めに23本の絹糸の弦を張ったもの。
大同4年（809年）に雅楽寮に置かれた百済楽師及び高麗楽師それぞれ4名の定員のうち1名が箜篌担当とされ、前者は竪箜篌・後者は臥箜篌を担当したと考えられている。日本では840年代に行われたと推定されている楽制改革によって他の大陸系楽器とともに廃れ、唐でも同時期の晩唐期に衰退したとされている。
20世紀になり、壁画などを元に復元が試みられ、演奏可能なものが作られるようになった。ただし現代において復元楽器を用いて演奏する場合の曲についても、箜篌の伝承曲は現存していないため、西洋音楽系の楽曲の編曲や現代音楽等に利用されている。

## 仏教建築と箜篌

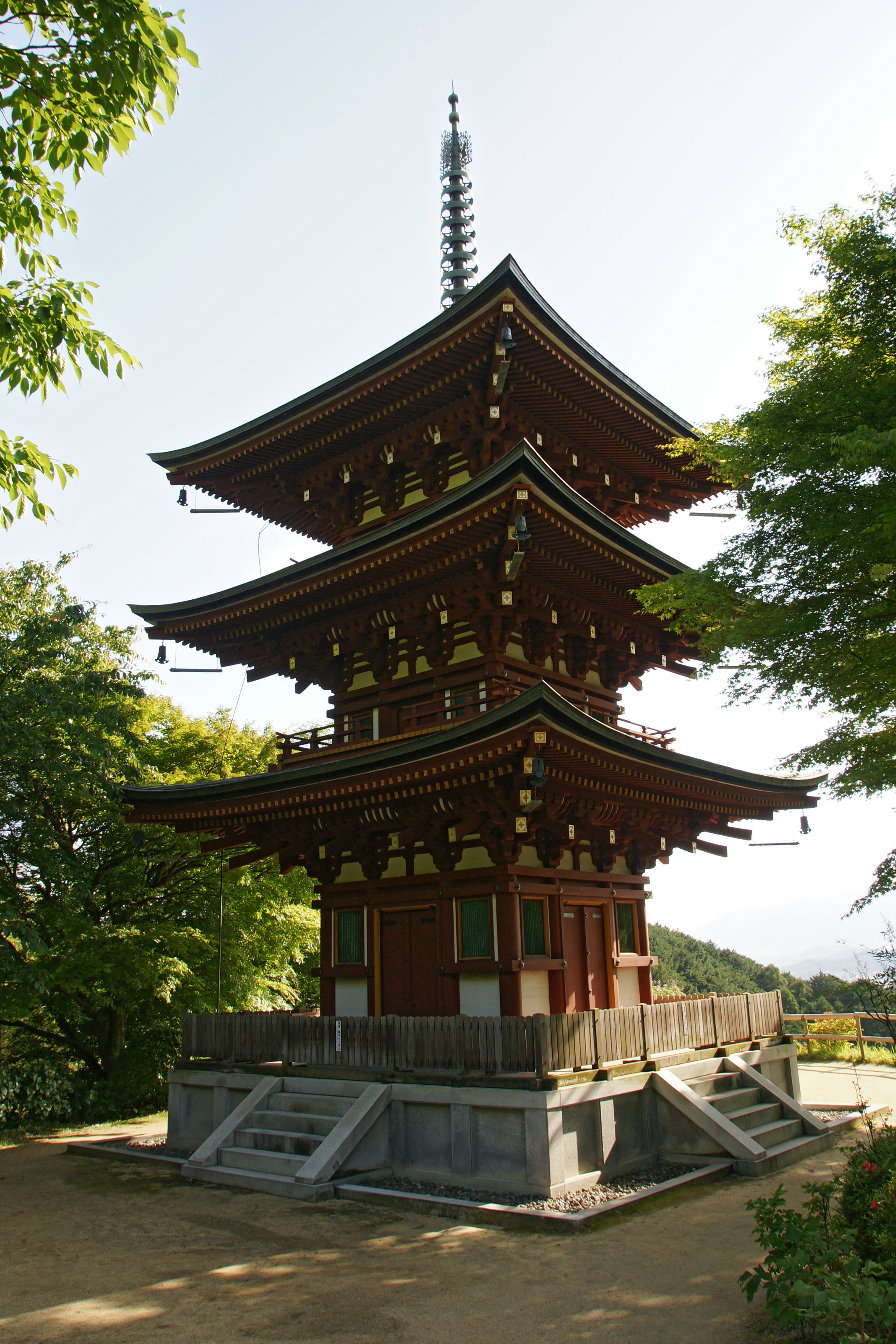
岡寺三重塔。櫓下に吊された棒状のものが箜篌

観無量寿経には、浄土では八方から吹く風によって演奏する事無く自ずから鳴る楽器が、仏教の根本原理を説く音を奏で煩悩が起こることを防ぎ、仏法僧の三宝を念ずる気持ちが沸くとある。他の漢訳仏典にも「自ずから鳴る楽器」の霊験に関する記述はしばしば見られる。その楽器はインドではヴィーナーと呼ばれ、漢訳では当時弦楽器の総称だった箜篌が当てられた。
8世紀の中国では寺院を荘厳にする仕掛けとして、ウインド・ハープの一種と考えられる風箏と呼ばれる楽器が伽藍の屋根の四隅に懸けられていた。この様式は奈良時代の日本の寺院にも導入され、日本では風箏は箜篌と呼ばれた。文書資料には奈良東大寺・京都法観寺・比叡山延暦寺など、日本各地の仏塔・多宝塔に箜篌が懸けられていたことが記されており、2001年に再建された奈良県岡寺三重塔にも和箏型の箜篌が再現されている。